# غرينفيل (كنتاكي)
غرينفيل (بالإنجليزية: Greenville, Kentucky)‏ هي مدينة تقع في مقاطعة مولينبرغ، كنتاكي بولاية كنتاكي في وسط جنوب شرق الولايات المتحدة. تأسست عام 1812، تبلغ مساحة هذه المدينة 12.4 (كم²)، وترتفع عن سطح البحر 160 م، بلغ عدد سكانها 4312 نسمة في عام 2010 حسب إحصاء مكتب تعداد الولايات المتحدة .

## التركيبة السكانية
حدّد مكتب تعداد الولايات المتحدة بيانات التركيبة السكانية لغرينفيل في تعداد الولايات المتحدة. في ما يلي، التركيبة السكانية حسب تعدادي 2000 و2010.

### تعداد عام 2000
بلغ عدد سكان غرينفيل 4,398 نسمة بحسب تعداد عام 2000، وبلغ عدد الأسر 1,859 أسرة وعدد العائلات 1,217 عائلة مقيمة في المدينة. في حين سجلت الكثافة السكانية 322 نسمة لكل كيلومتر مربع (834.0/ميل2). وبلغ عدد الوحدات السكنية 2,047 وحدة بمتوسط كثافة قدره 149.9 لكل كيلومتر مربع (388.2/ميل2).
وتوزع التركيب العرقي للمدينة بنسبة 89.88% من البيض و8.75% من الأمريكيين الأفارقة و0.16% من الأمريكيين الأصليين و0.09% من الأمريكيين ذوي الأصول الآسيوية و0.11% من الأعراق الأخرى و1% من عرقين مختلطين أو أكثر و0.30% من الهسبانيون أو اللاتينيون من أي عرق.
بلغ عدد الأسر 1,859 أسرة كانت نسبة 28.2% منها لديها أطفال تحت سن الثامنة عشر تعيش معهم، وبلغت نسبة الأزواج القاطنين مع بعضهم البعض 49.8% من أصل المجموع الكلي للأسر، ونسبة 12.9% من الأسر كان لديها معيلات من الإناث دون وجود شريك،  بينما كانت نسبة 2.8% من الأسر لديها معيلون من الذكور دون وجود شريكة وكانت نسبة 34.5% من غير العائلات. تألفت نسبة 32.7% من أصل جميع الأسر من عدة أفراد يعيشون في نفس المنزل ونسبة 18.2% كانت تتألف من شخص يعيش بمفرده يبلغ من العمر 65 عاماً أو أكثر. وبلغ متوسط حجم الأسرة المعيشية 2.19، أما متوسط حجم العائلات فبلغ 2.75.
بلغ العمر الوسطي للسكان 44.8 عاماً. وكانت نسبة 19.1% من القاطنين تحت سن الثامنة عشر، وكانت نسبة 7.2% بين الثامنة عشر والرابعة والعشرين عاماً، ونسبة 22.7% كانت واقعةً في الفئة العمرية ما بين الخامسة والعشرين والرابعة والأربعين عاماً، ونسبة 24.4% كانت ما بين الخامسة والأربعين والرابعة والستين، ونسبة 19.4% كانت ضمن فئة الخامسة والستين عاماً فما فوق. يوجد لكل 100 أنثى 79.0 ذكر، ويوجد لكل 100 أنثى في الثامنة عشر من عمرها فما فوق 75.1 ذكر.
بلغ متوسط دخل الأسرة في المدينة 25,521 دولارًا، أما متوسط دخل العائلة فبلغ 35,571 دولارًا. وكان متوسط دخل الذكور 37,454 دولارًا مقابل 18,375 دولارًا للإناث. وسجل دخل الفرد الخاص بالمدينة 19,708 دولارًا. وكانت نسبة 14.2% من العائلات ونسبة 19% من السكان تحت خط الفقر، وكان من هؤلاء نسبة 24.1% تحت سن الثامنة عشر ونسبة 15.4% في الخامسة والستين من العمر وما فوق.

### تعداد عام 2010
بلغ عدد سكان غرينفيل 4,312 نسمة بحسب تعداد عام 2010، وبلغ عدد الأسر 1,728 أسرة وعدد العائلات 1,081 عائلة مقيمة في المدينة. في حين سجلت الكثافة السكانية 315.7 نسمة لكل كيلومتر مربع (817.7/ميل2). وبلغ عدد الوحدات السكنية 1,938 وحدة بمتوسط كثافة قدره 141.9 لكل كيلومتر مربع (367.5/ميل2).
وتوزع التركيب العرقي للمدينة بنسبة 90.68% من البيض و7.47% من الأمريكيين الأفارقة و0.14% من الأمريكيين الأصليين و0.16% من الأمريكيين ذوي الأصول الآسيوية و0.14% من الأعراق الأخرى و1.41% من عرقين مختلطين أو أكثر و0.95% من الهسبانيون أو اللاتينيون من أي عرق.
بلغ عدد الأسر 1,728 أسرة كانت نسبة 26.9% منها لديها أطفال تحت سن الثامنة عشر تعيش معهم، وبلغت نسبة الأزواج القاطنين مع بعضهم البعض 42.9% من أصل المجموع الكلي للأسر، ونسبة 16.1% من الأسر كان لديها معيلات من الإناث دون وجود شريك،  بينما كانت نسبة 3.5% من الأسر لديها معيلون من الذكور دون وجود شريكة وكانت نسبة 37.4% من غير العائلات. تألفت نسبة 34.3% من أصل جميع الأسر من عدة أفراد يعيشون في نفس المنزل ونسبة 16.3% كانت تتألف من شخص يعيش بمفرده يبلغ من العمر 65 عاماً أو أكثر. وبلغ متوسط حجم الأسرة المعيشية 2.18، أما متوسط حجم العائلات فبلغ 2.74.
بلغ العمر الوسطي للسكان 43.9 عاماً. وكانت نسبة 19.1% من القاطنين تحت سن الثامنة عشر، وكانت نسبة 7.7% بين الثامنة عشر والرابعة والعشرين عاماً، ونسبة 24.3% كانت واقعةً في الفئة العمرية ما بين الخامسة والعشرين والرابعة والأربعين عاماً، ونسبة 26.8% كانت ما بين الخامسة والأربعين والرابعة والستين، ونسبة 22.1% كانت ضمن فئة الخامسة والستين عاماً فما فوق. وتوزع التركيب الجنسي للسكان بنسبة 46.3% ذكور و53.7% إناث.

## أعلام
- راي هاربر
- مايلس هايزر

## وصلات خارجية
- The US50 - Cities and Towns in Kentucky State